# Метчагоя
Метчагоя — ручей в России, протекает по территории Сосновецкого сельского поселения Беломорского района Республики Карелии. Длина ручья — 11 км.
Ручей берёт начало из ламбины без названия и далее течёт преимущественно в юго-восточном направлении по заболоченной местности.
Ручей в общей сложности имеет пять притоков суммарной длиной 8,0 км.
Втекает на высоте 105,3 м над уровнем моря в Нижнее Машозеро, через которое протекает река Тунгуда, впадающая в реку Нижний Выг.
Населённые пункты на ручье отсутствуют.
Код объекта в государственном водном реестре — 02020001312202000006755.